# Viviers, Moselle
Viviers, Moselle là một xã trong tỉnh Moselle, vùng Grand Est đông bắc nước Pháp.